# Max Blösch
Max Blösch (27 juni 1908-9 augustus 1997) was een Zwitsers handballer.
Op de Olympische Spelen van 1936 in Berlijn won hij de bronzen medaille met Zwitserland. Blösch speelde één wedstrijd.
Max Blösch · Rolf Fäs · Burkhard Gantenbein · Willy Gysi · Erland Herkenrath · Ernst Hufschmid · Willy Hufschmid · Werner Meyer · Georg Mischon · Willy Schäfer · Werner Scheurmann · Edy Schmid · Erich Schmitt · Eugen Seiterle · Max Streib · Robert Studer · Rudolf Wirz
- Gemeinsame Normdatei: 1059722666
- Historisch woordenboek van Zwitserland: 045087
- International Standard Name Identifier: 0000 0000 2779 3590
- Library of Congress Control Number: n84115673
- Système universitaire de documentation: 139486402
- Virtual International Authority File: 306071462
- WorldCat: E39PBJdcwyj8qxBcPxRGdrv8md